# Oscar Chelimo
Oscar Chelimo (Kween, 12 de diciembre de 2001) es un deportista ugandés que compite en atletismo, especialista en las carreras de fondo. Sus medio hermanos Victor y Jacob compiten en el mismo deporte.
Ganó una medalla de bronce en el Campeonato Mundial de Atletismo de 2022, en la prueba de 5000 m.

## Palmarés internacional
| Campeonato Mundial | Campeonato Mundial      | Campeonato Mundial | Campeonato Mundial |
| Año                | Lugar                   | Medalla            | Prueba             |
| ------------------ | ----------------------- | ------------------ | ------------------ |
| 2022               | Eugene (Estados Unidos) | Medalla de bronce  | 5000 m             |